# Mount Rogers (British Columbia)
Der Mount Rogers ist ein 3169 m hohes, vergletschertes Bergmassiv in British Columbia und befindet sich im Glacier-Nationalpark nördlich des Rogers Passes.
Das Massiv gipfelt im Rogers Peak, der höchsten Erhebung in der Hermit Range, welche zu den Selkirk Mountains gehört. Neben dem Rogers Peak trägt der etwa 2 km lange, gezackte Grat noch diese Gipfel:
- Fleming Peak (3150 m[2]) (im Nordwesten des Hauptgipfels)
- Grant Peak (3110 m[3])
- Swiss Peak (3167 m)
- Truda Peak (3050 m[4]) (von höchsten Punkt im Westen nach Osten)

Südöstlich des Massivs liegt der Tupper-Gletscher.
So wie der Pass sind auch das Massiv und der Gipfel nach dem Entdecker des Passes, dem Vermesser A. B. Rogers benannt. Die Erstbesteigung erfolgte am 31. Juli 1896 durch Phillip S. Abbott, George T. Little und Charles S. Thompson.